# Locomore

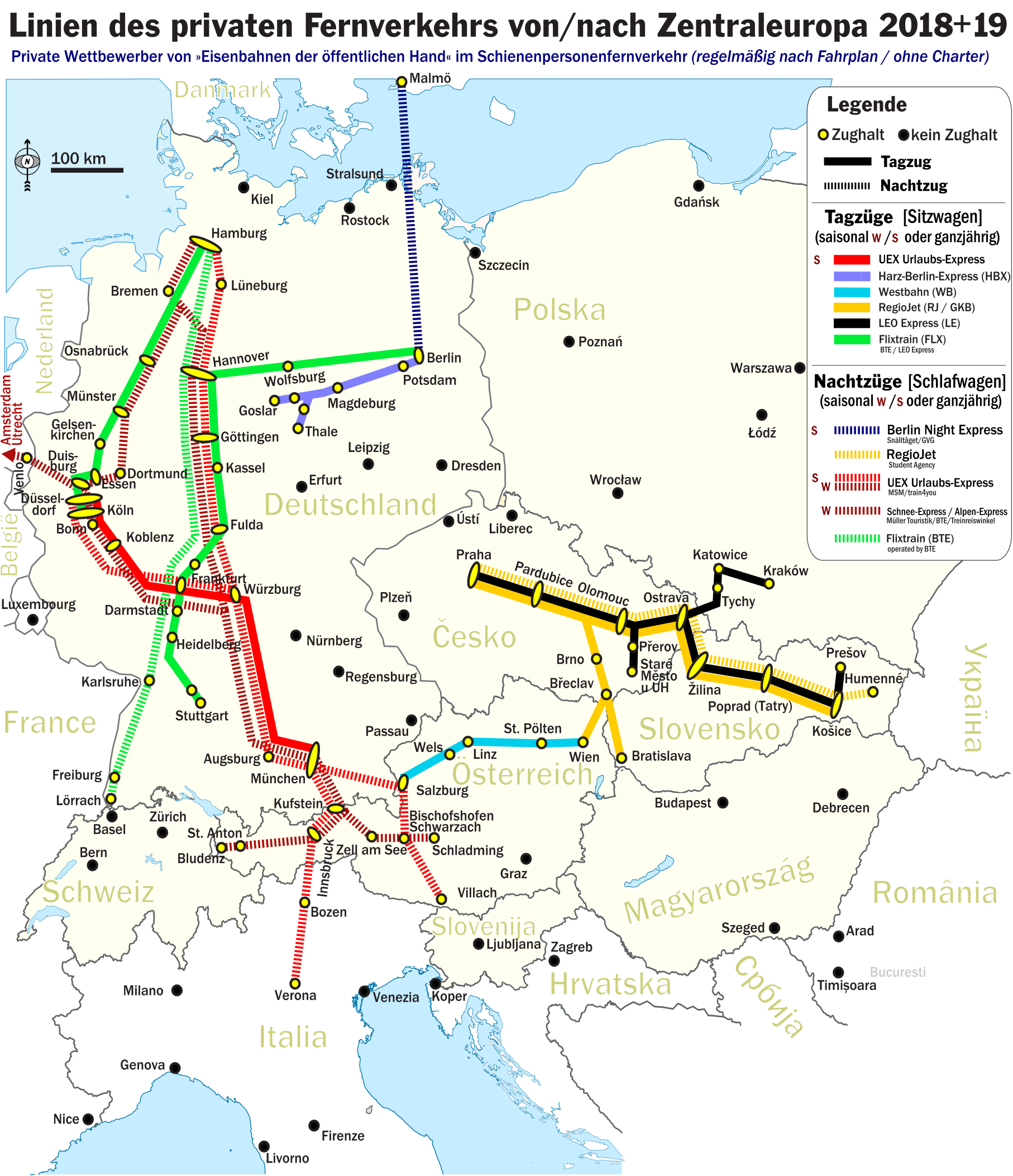
Vasútvonalak Németországban privát üzemeltetők vasúti járataikkal

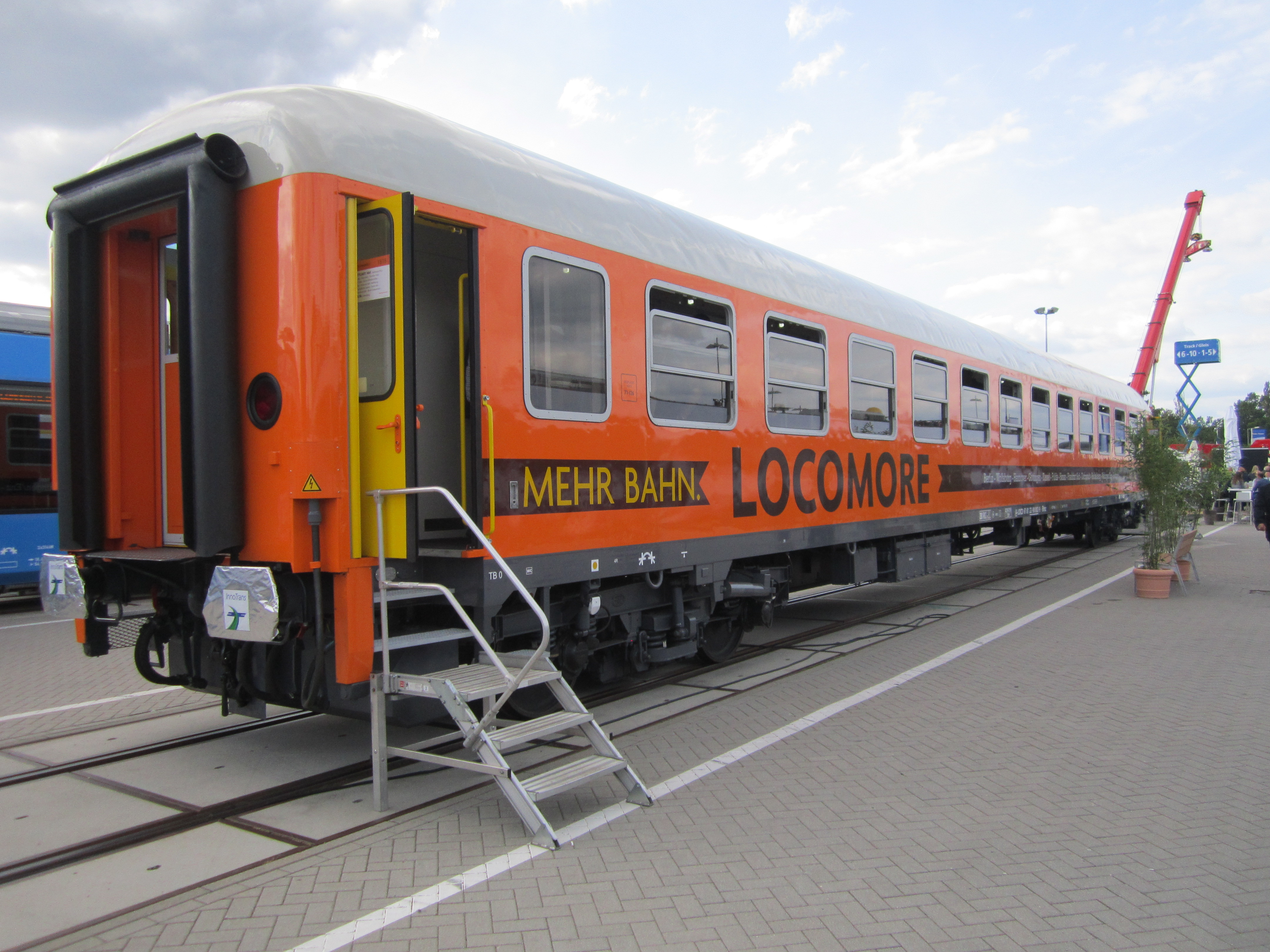
A társaság egyik felújított személykocsija a berlini InnoTrans kiállításon

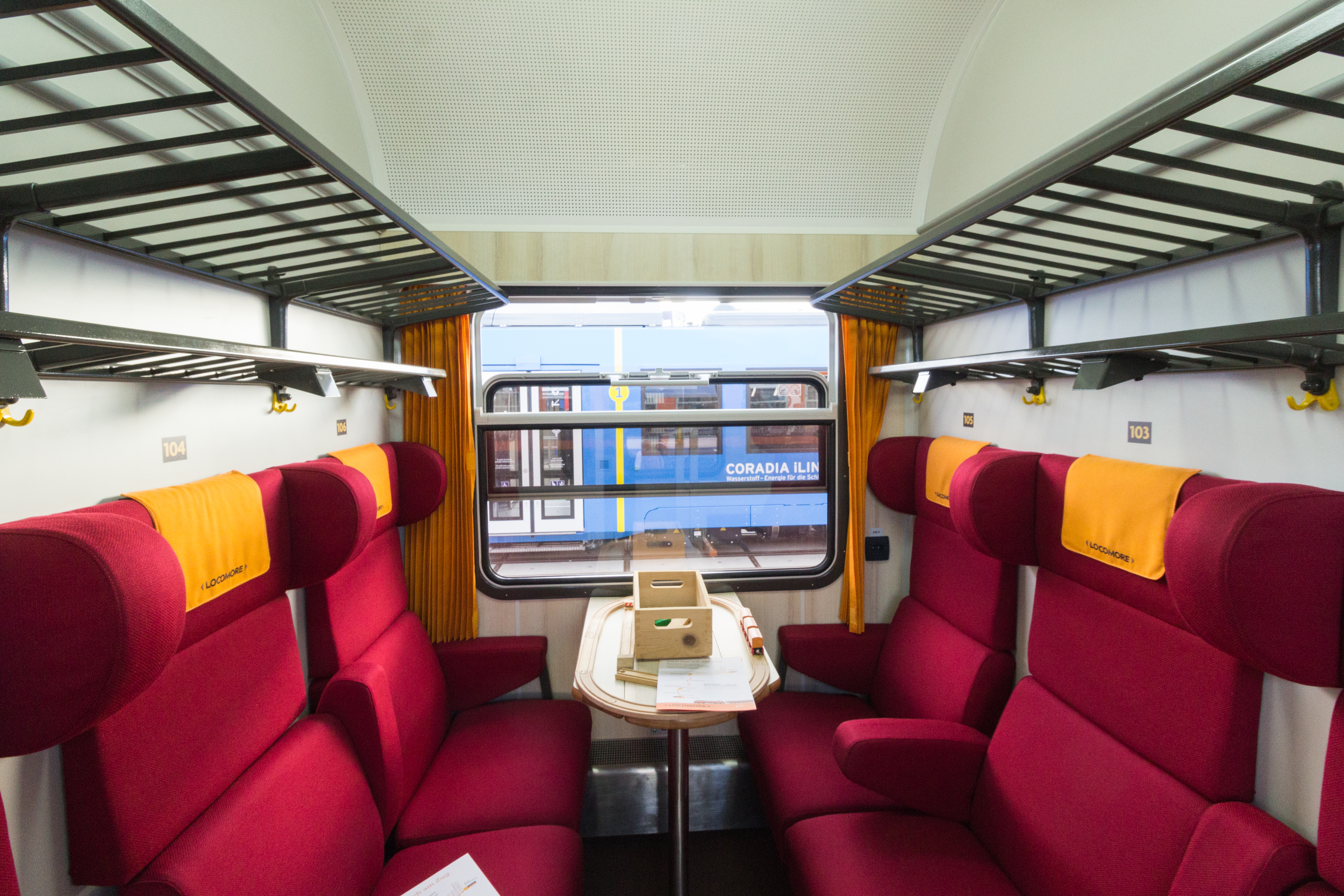
A személykocsi belseje

A Locomore egy 2007-ben alapított magán-vasúttársaság. Székhelye Németországban, Berlinben található. Korábban egy vasútvonalon üzemeltet járatokat, és tervezték további viszonylatok beindítását is.
2017 májusában a cég fizetésképtelenséget jelentett és csődvédelmet kért. A járatokat leállították, a cég egyelőre további befektetőket keres az újrainduláshoz.

## Koncepció
A vállalkozás célja az volt, hogy alternatív utazási lehetőséget biztosítson az utasoknak, ugyanis jelenleg a Deutsche Bahn monopolhelyzetben van a távolsági vasúti utazások terén. A járatokra jegyet csak online lehetett vásárolni, ellentétben a többi német privát operátorral, a Deutsche Bahn pénztáraiban nem lehetett jegyet vásárolni Locomore járatra. Minden jegyhez járt az ingyenes helybiztosítás is. A vonatok Németország nagysebességű vasútvonalait is igénybe vették, a szerelvények legnagyobb sebessége 200 km/h volt. A vonatok a szabad energiapiacról szerezték be a vontatási áramot, 100%-ban megújuló forrásokból.

## Útvonal
2016. december 14-től, az új menetrend életbe lépésével indították el az első járatukat Stuttgart és Berlin között, Hannover érintésével.
A 2017-es tervek között szerepelt a Frankfurt-Stuttgart-Augsburg-München, a Berlin-Hannover-Dortmund-Düsseldorf-Köln-Bonn és a Berlin-Prenzlau-Stralsund-Binz viszonylat is.

## Járművek
A társaság a mozdonyát a Hector Rail-től bérelték, mely egy kétáramnemű Siemens ES64U2, legnagyobb sebessége 230 km/h. A mozdony nagyrészt megegyezik a Magyarországon is használt MÁV 1047 sorozattal.
Személykocsiból háromféle típust üzemeltettek:
- Bmz 1: légkondicionált, hétfülkés személykocsi;
- Bmz 2: kiegészítő kocsi, melyben kerékpártároló, kerekesszékkel is igénybe vehető terület, családi tér, gyerek játszószoba... található;
- Bmz 3: tizenkét fülkés személykocsi, légkondicionálás nélkül.

Mindegyik kocsiban ingyenes wi-fi állt az utasok rendelkezésére.

## Kiszolgált állomások
A Locomore az alábbi állomásokon állt meg:
| Név                                | Közigazgatási egység           | Vasútvonal | Szolgáltatások                                | Kép |
| ---------------------------------- | ------------------------------ | --- | --------------------------------------------- | --- |
| Bahnhof Berlin Zoologischer Garten | Berlin                         | U2 U9 Berlini Stadtbahn | Locomore Intercity                            |     |
| Bahnhof Berlin-Lichtenberg         | Berlin-Lichtenberg Rummelsburg | U5 Ostbahn Wriezener Bahn Berlin Frankfurter Allee–Berlin-Rummelsburg-vasútvonal | Locomore EuroNight S-Bahn                     |     |
| Bahnhof Frankfurt (Main) Süd       | Frankfurt am Main              | Frankfurt-Hanau-vasútvonal Frankfurt–Hanau (déli part)-vasútvonal Mainbahn City-Tunnel Frankfurt | Intercity-Express Locomore                    |     |
| Bahnhof Göttingen                  | Göttingen                      | Hannöversche Südbahn Hannover–Würzburg nagysebességű vasútvonal Göttingen–Bodenfelde-vasútvonal Bebra–Göttingen-vasútvonal | Intercity-Express Locomore                    |     |
| Bahnhof Vaihingen                  | Vaihingen an der Enz           | Mannheim–Stuttgart nagysebességű vasútvonal Westbahn | Intercity-Express Locomore                    |     |
| Berlin Hauptbahnhof                | Moabit                         | Hannover–Berlin nagysebességű vasútvonal Berlin–Hamburg nagysebességű vasútvonal Berlin–Lehrte-vasútvonal Berlini Stadtbahn Észak-Dél-vasútvonal | Intercity-Express EuroCity Nightjet Locomore  |     |
| Berlin Ostbahnhof                  | Friedrichshain Berlin          | Berlini Stadtbahn Berlin–Wrocław-vasútvonal Ostbahn | Intercity-Express Locomore Intercity EuroCity |     |
| Darmstadt Hauptbahnhof             | Darmstadt                      | Rhein-Main-Bahn Odenwaldbahn Main-Neckar-Eisenbahn Pfungstadtbahn | Intercity-Express Locomore                    |     |
| Fulda Hauptbahnhof                 | Fulda                          | Hannover–Würzburg nagysebességű vasútvonal Frankfurt-Fulda-vasútvonal Bebra–Fulda-vasútvonal Fulda–Gersfeld-vasútvonal Vogelsbergbahn | Intercity-Express Locomore                    |     |
| Hanau Hauptbahnhof                 | Hanau                          | Frankfurt-Fulda-vasútvonal Friedberg–Hanau-vasútvonal Main-Spessart-Bahn Frankfurt-Hanau-vasútvonal Frankfurt–Hanau (déli part)-vasútvonal Odenwaldbahn Kahlgrundbahn | Intercity-Express Locomore                    |     |
| Hannover Hauptbahnhof              | Hanover-Mitte                  | Hannover–Berlin nagysebességű vasútvonal Hannover–Hamburg nagysebességű vasútvonal Hannover–Braunschweig-vasútvonal Hannöversche Südbahn Hannover–Würzburg nagysebességű vasútvonal Hannover–Altenbeken-vasútvonal Hannover–Minden nagysebességű vasútvonal Wunstorf–Bremen-vasútvonal | Intercity-Express Locomore                    |     |
| Heidelberg Hauptbahnhof            | Heidelberg                     | | Intercity-Express Locomore                    |     |
| Kassel-Wilhelmshöhe vasútállomás   | Kassel                         | Hannover–Würzburg nagysebességű vasútvonal Main–Weser-vasútvonal Kassel–Waldkappel-vasútvonal Kassel–Naumburg-vasútvonal Herkulesbahn | Intercity-Express Locomore                    |     |
| Wolfsburg Hauptbahnhof             | Wolfsburg                      | Hannover–Berlin nagysebességű vasútvonal Berlin–Lehrte-vasútvonal | Intercity-Express Locomore                    |     |